# Carex frigida
Espèce
Carex frigida, la Laîche des lieux froids est une espèce de la famille des Cyperaceae.

## Systématique
Le nom correct complet (avec auteur) de ce taxon est Carex frigida All..
Ce taxon porte en français les noms vernaculaires ou normalisés suivants : Laîche des lieux froids, Laîche des régions froides, laîche du froid.
Carex frigida a pour synonymes :
- Carex cespitosa Ten., 1827
- Carex comari H.Lév. & Vaniot
- Carex davalliana subsp. cyrnea (Briq.) Cif. & Giacom.
- Carex davalliana var. cyrnea Briq.
- Carex frigida f. comari (H.Lév. & Vaniot) Kük.
- Carex frigida f. flavescens Christ
- Carex frigida f. pyrenaica Christ
- Carex frigida var. brevirostris Kük.
- Carex frigida var. flavescens H.Christ
- Carex frigida var. geniculata (Host) Nyman
- Carex frigida var. pyrenaica Christ, 1885
- Carex geniculata Host
- Carex helvetica Honck.
- Carex pseudofrigida C.B.Clarke
- Carex spadicea Schkuhr
- Carex sphaerica Lapeyr.
- Carex variegata Lam.